# فرانک بیلا
فرانک استنلی بیلا (زادهٔ ۲ اوت ۱۹۶۴) یک راننده اتومبیل رانی آلمانی است که عمدتاً در مسابقات اتومبیلرانی تور و مسابقات اتومبیل‌های اسپورت شرکت می‌کند. او از سال ۱۹۹۰ به طور انحصاری در اتومبیل های تولید شده توسط کمپانی آئودی مسابقه داده است.

## حرفه ورزشی
بیلا کار خود را در سال ۱۹۸۳ در کارتینگ آغاز کرد و سپس در سال ۱۹۸۷ در کنار مانوئل رویتر و برند اشنایدر به برنامه تیم جوانان شرکت فورد موتور پیوست. او برای این تیم در فرمول فورد و مسابقات دی‌تی‌ام  (قهرمانی اتومبیل های تور آلمان) رانندگی کرد، بیلا در سال ۱۹۸۸ به رقابت در دی‌تی‌ام ادامه داد و همچنین یک فصل محدود در فرمول سه آلمان مسابقه داد و دو برد در این مسابقات به دست آورد.
در سال ۱۹۹۰، او به آئودی رفت و در مسابقات دی‌تی‌ام در مسابقه نوربورگ‌رینگ قبل از اینکه آئودی دی‌تی‌ام را در اواسط فصل ۱۹۹۲ ترک کند قهرمان مسابقات دی‌تی‌ام فصل ۱۹۹۱ شد.

بیلا راننده این کمپانی باقی ماند و با افزایش قوانین دو لیتری کلاس ۲ (سوپر تورینگ) در سری مسابقات دیگر در سراسر اروپا مسابقه داد، او در چند فصل بعد در سری مسابقات مختلف اتومبیل های تور اروپایی مانند قهرمانی سوپرتورینگ فرانسه در سال ۱۹۹۳ رانندگی کرد. از زمان قهرمانی او در مسابقات قهرمانی سوپرتورینگ فرانسه در سال ۱۹۹۳، او تنها راننده قهرمان شده غیرفرانسوی است که برنده آن مسابقات شده است بود.

در سال ۱۹۹۵، او در مسابقه جام جهانی اتومبیل های تورینگ در پیست پیست پل ریکارد با آئودی ای۴ جدید برنده شد، که به سرعت به یکی از پر استفاده ترین خودرو های تورینگ غالب در اواسط دهه ۱۹۹۰ در سراسر اروپا و مسابقات تبدیل شد.

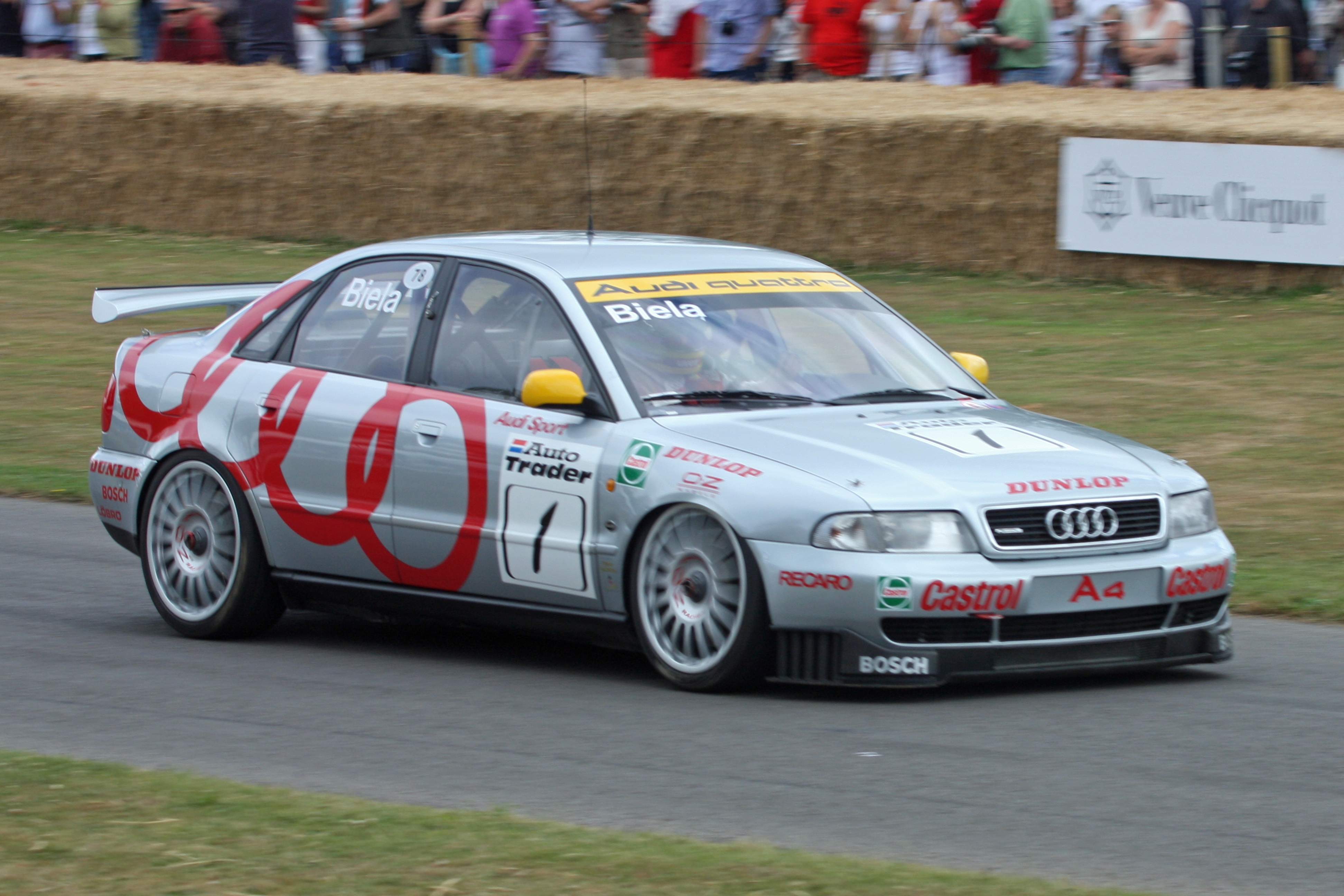
آئودی ای۴ بیلا در مسابقات قهرمانی خودروهای تورینگ بریتانیا

برای سال ۱۹۹۶، آئودی تصمیم گرفت یک تیم کاری متشکل از دو خودرو ای۴ را وارد مسابقات قهرمانی خودروهای تورینگ بریتانیا  کند. بیلا برای رهبری و رانندگی این  تیم انتخاب شد. در کنار هم تیمی خود جان بینتکلی، تیم جدید آئودی در این مسابقات کاملا  دست نیافتنی بود و بدون دردسر به قهرمانی رسید. بیلا به راحتی عنوان قهرمانی را به دست آورد، او همه مسابقات فصل را به پایان رساند و در همه مسابقات به جز دو مسابقه (مقام یازدهم و رد صلاحیت) در بین ده راننده برتر قرار گرفت. او همچنین با کسب مقام اول در مسابقات گویا ماکائو یک فصل خیره کننده را پشت سر گذاشت.
به دلیل بی رقیب بودن آئودی ها در سال ۱۹۹۶، سازمان برگزاری مسابقات قهرمانی خودروهای تورینگ بریتانیا یک "جریمه" در وزن را برای تمام خودروهای چهار چرخ محرک برای فصل ۱۹۹۷ اعمال کردند. بیلا و آئودی با این تغییرات بسیار کند تر از فصل قبل شدند و هیچ شباهتی به فصل قبل خود نداشتند. جریمه وزنی در اواسط فصل دچار تغییرات شد تا شرایط آئودی و بیلا بهبود یابد. 

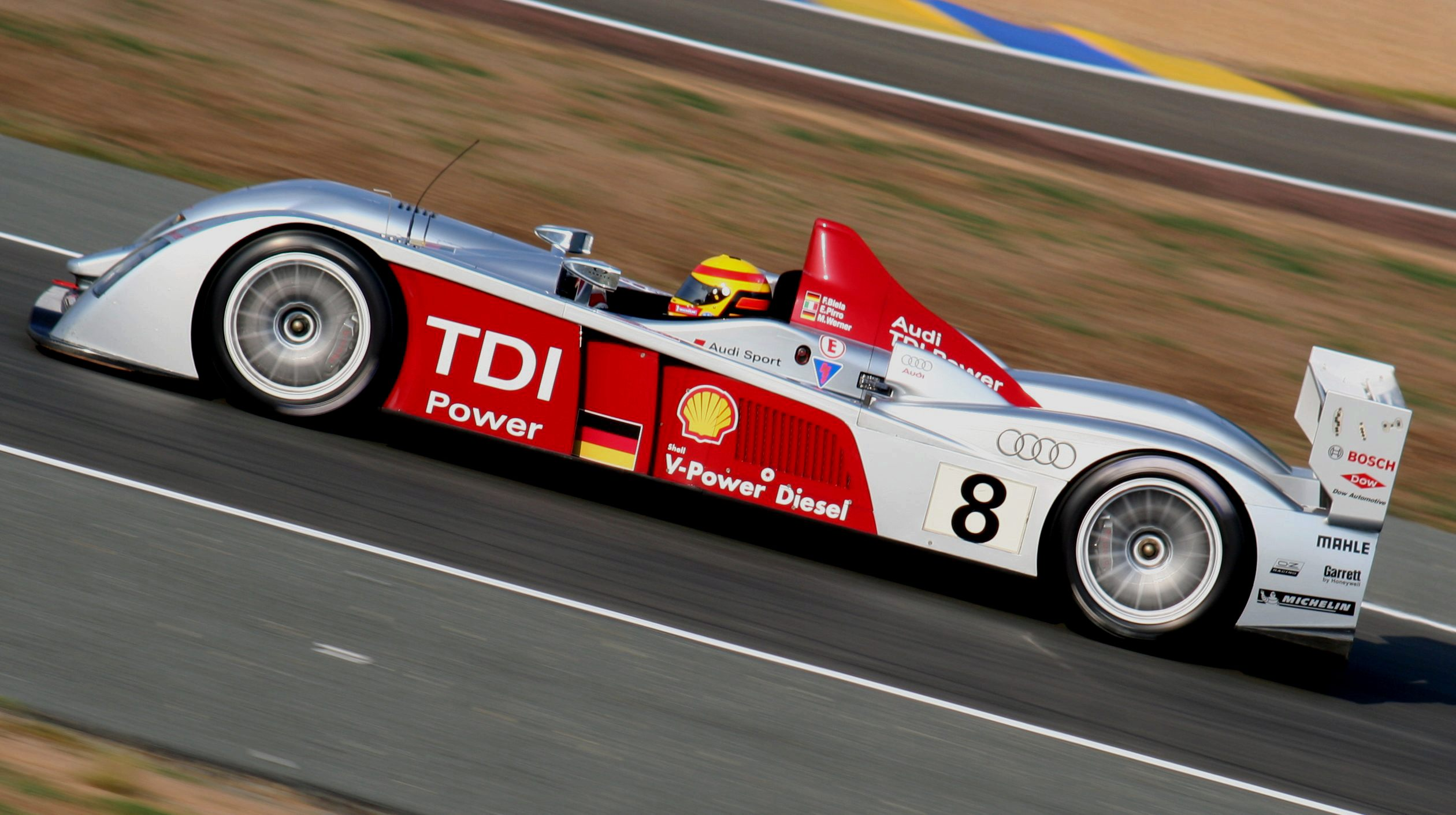
بیلا در حال رانندگی با خودرو آئودی آر۱۰ در مسابقه ۲۴ ساعته لمانز ۲۰۰۶.

در سال ۱۹۹۹، بیلا مسابقات اتومبیل‌های تور را رها کرد و به پروژه اتومبیل‌های اسپورت آئودی آر۸ ملحق شد و تحت نام تیم اسپورت آئودی جوئست مسابقه داد. این مسابقات برای او خوب بود، او در مسابقات اتومبیلرانی اسپورت در چند فصل بعد عالی بود و در چندین رویداد کلاسیک با خودرو آر۸ و همچنین سه مسابقه در سری مسابقات لمانز آسیایی برنده شد. نقطه اوج دوران بیلا، سه پیروزی متوالی (۲۰۰۰-۲۰۰۰۲) در مسابقه مسابقات ۲۴ ساعته لو مان در کنار امانوئل پیرو و تام کریستنسن بود. آئودی پس از فصل ۲۰۰۲ شروع به کاهش پشتیبانی از برنامه خودرو آر۸ خود کرد. پس از برنده شدن در سری مسابقات لمانز آسیایی در سال ۲۰۰۳، بیلا به سری مسابقات بازسازی شده خودروهای تور آلمانی (دی‌تی‌ام) بازگشت.

## افتخارات و جوایز
بزرگترین دستاوردهای فرانک بیلا شامل برنده شدن مسابقات زیر است:
- ۱۹۹۱ دویچه تورن‌واگن مایسترشافت (نسخه قبلی دی‌تی‌ام) قهرمانی اتومبیل های تور آلمان با آئودی وی۸ (او همچنین در مسابقات دی‌تی‌ام مقام دوم و سوم را نیز کسب کرده است)
- ۱۹۹۳ قهرمانی اتومبیل های تور فرانسه
- مسابقه یکباره جام جهانی خودروهای تور کوتاه مدت سال ۱۹۹۵
- مسابقات اتومبیلرانی تورینگ بریتانیا ۱۹۹۶ (و عنوان نایب قهرمانی در سال بعد)
- مسابقه جایزه بزرگ ماکائو ۱۹۹۶ گویا
- مسابقه ۱۲ ساعته سبرینگ ۲۰۰۰، ۲۰۰۳، ۲۰۰۴ و ۲۰۰۷
- ۲۰۰۰، ۲۰۰۱، ۲۰۰۲ ، ۲۰۰۶  و ۲۰۰۷ مسابقه ۲۴ ساعت لمانز (در کلاس های متفاوت)
- مسابقه پتی لمانز ۲۰۰۱ و ۲۰۰۵
- مسابقات قهرمانی رانندگان ال‌ام‌پی۹۰۰ سری مسابقات لمانز آمریکایی ۲۰۰۳
- قهرمانی رانندگان ال‌ام‌پی۱ سری مسابقات لمانز آمریکایی ۲۰۰۵
- در یک نظرسنجی که در سال ۲۰۰۵ توسط مجله موتور اسپورت انجام شد، بیلا به عنوان نوزدهمین راننده برتر خودرو های تورینگ تاریخ انتخاب شد. [۲]

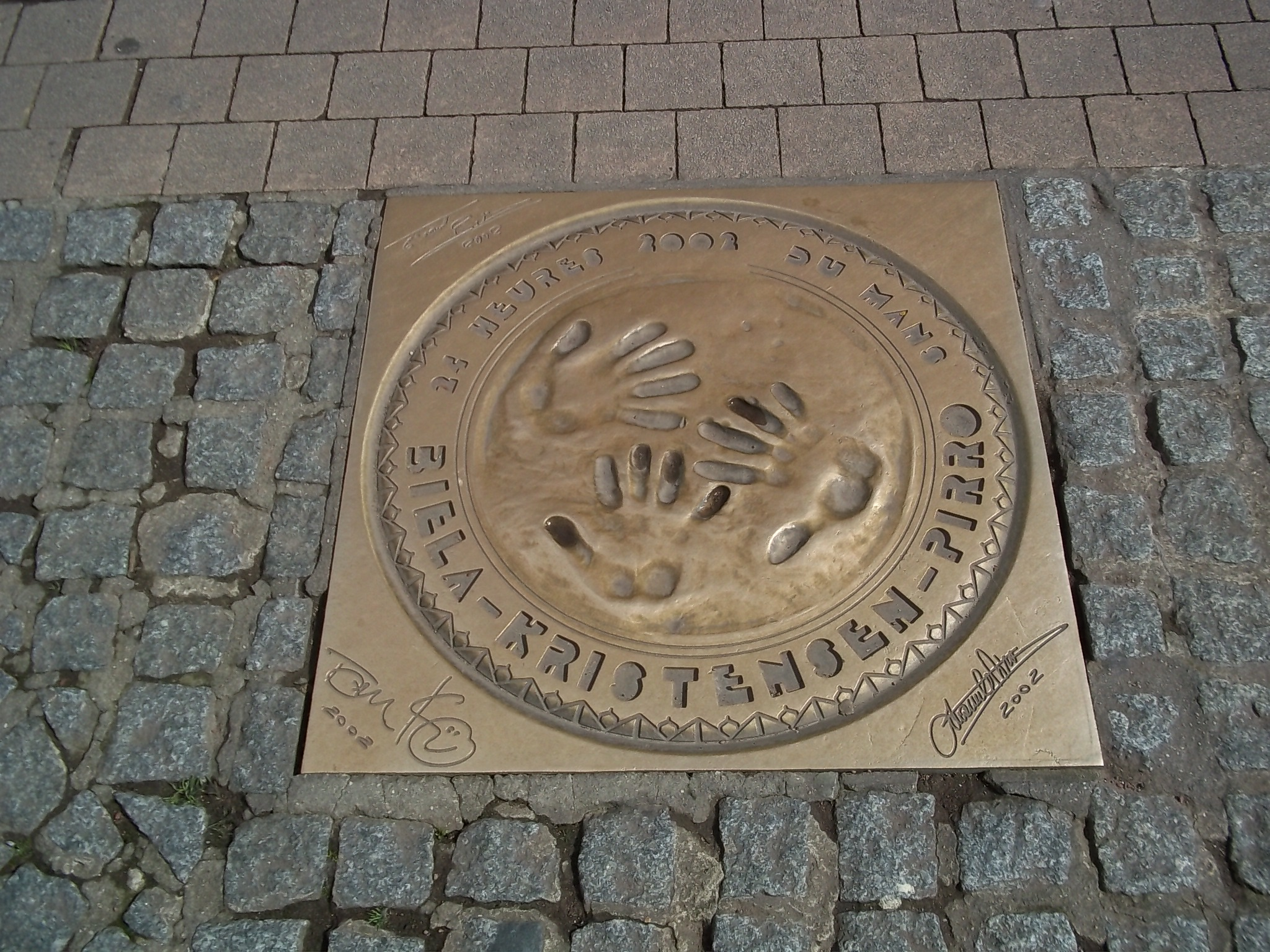
فرانک بیلا در پیاده رو مشاهیر در پیست لمانز، برندگان لمانز ۲۴ ساعته ۲۰۰۲